# Mozhan Marnó
Mozhan Marnó (Los Ángeles, 3 de mayo de 1980) es una actriz estadounidense-iraní nacida en Los Ángeles y de padres iraníes. Ha participado en películas y series de televisión de Estados Unidos. Es conocida internacionalmente por sus papeles en las series The Blacklist y House of Cards.

## Biografía
Mozhan nació en 1980 en Los Ángeles y fue educada en la costa este. Asistió a un internado en la Academia Phillips, Andover, en Massachusetts. Además obtuvo una licenciatura en Literatura Comparada en la Universidad de Columbia y una maestría en Arte Dramático en la prestigiosa Yale School of Drama. Además, Marnó ha recibido capacitación en el Teatro Guthrie en Minnesota y en el Laboratorio Shakespeare del Teatro Público de Nueva York. Ha sido doble en varios videojuegos y protagonista en películas como La verdad de Soraya M.

## Filmografía

### Películas
| Year | Title                            | Role                              | Notes        |
| ---- | -------------------------------- | --------------------------------- | ------------ |
| 2007 | Charlie Wilson's War             | Traductora Campo de refugiados #2 |              |
| 2008 | August                           | Ashley                            |              |
| 2008 | Traitor                          | Leyla                             |              |
| 2009 | La verdad de Soraya M.           | Soraya Manutchehri                |              |
| 2009 | StereoLife                       | Gwendolyn Leeds                   | Cortometraje |
| 2010 | Apples                           | Lucky (voz)                       | Cortometraje |
| 2014 | A Girl Walks Home Alone at Night | Atti                              |              |
| 2019 | London Arabia                    | Mrs. Hassan                       | Cortometraje |
| 2019 | Wonder Woman: Bloodlines         | Doctor Cyber (voz)                |              |
| 2021 | iGilbert                         | Detective Rivera                  |              |
| 2024 | A Chair for Her                  | Lameece                           | Cortometraje |

### Televisión
| Year    | Title                   | Role             | Notes                                                  |
| ------- | ----------------------- | ---------------- | ------------------------------------------------------ |
| 2006    | The Unit                | Protocol Chief   | Capítulo: "Security"                                   |
| 2006    | Standoff                | Agnacia          | Capítulo: "Life Support"                               |
| 2007    | Shark                   | Maria Lutrova    | Capítulo: "Gangster Movies"                            |
| 2007    | K-Ville                 | Jodi Mazetta     | Capítulo: "Ride Along"                                 |
| 2009    | Bones                   | Azita Jabbari    | Capítulo: "A Night at the Bones Museum"                |
| 2009    | Medium                  | Rachel           | Capítulo: "The Devil Inside, Part 2"                   |
| 2009–11 | The Mentalist           | Nicki Weymouth   | Elenco invitado: Temporadas 2-3                        |
| 2010    | Hung                    | Samara           | Capítulo: "The Middle East is Complicated"             |
| 2010    | The Glades              | Renee LeFleur    | Capítulo: "Cassadaga"                                  |
| 2011    | The Paul Reiser Show    | Zeba             | Reparto recurrente                                     |
| 2012    | Ringer                  | Marguerite       | Capítulo: "P.S. You're an Idiot"                       |
| 2012    | In Plain Sight          | Charlotte        | Capítulo: "Sacrificial Lamb"                           |
| 2014–15 | House of Cards          | Ayla Sayyad      | Reparto recurrente: Temporada 2-3                      |
| 2014–19 | Madam Secretary         | Roxanne Majidi   | Elenco invitado: temporada 1 y 6                       |
| 2014–22 | The Blacklist           | Samar Navabi     | Elenco principal: Temporada 2-6, Invitada: temporada 9 |
| 2019    | The Affair              | Petra            | Reparto recurrente: Temporada 5                        |
| 2021    | Maid                    | Tara             | Reparto recurrente                                     |
| 2022    | Pam & Tommy             | Gail Chwatsky    | Reparto recurrente                                     |
| 2022    | Fleishman Is in Trouble | Nahid            | Reparto recurrente                                     |
| 2024    | Law & Order             | Stacey Dean      | Capítulo: "Unintended Consequences"                    |
| TBA     | Zero Day                | Melissa Kornblau | Reparto recurrente                                     |

### Videojuegos
| Year | Title                         | Role                     |
| ---- | ----------------------------- | ------------------------ |
| 2011 | The Elder Scrolls V: Skyrim   | Mirabelle Ervine, Namira |
| 2016 | 1979 Revolution: Black Friday | Bibi Golestan            |

### Grabación de audio
| Year | Title                  | Author                 | Role      |
| ---- | ---------------------- | ---------------------- | --------- |
| 2015 | Hausfrau               | Jill Alexander Essbaum | Narradora |
| 2016 | The Other Einstein     | Marie Benedict         | Narradora |
| 2016 | Missoula               | Jon Krakauer           | Narradora |
| 2016 | The Guest Room         | Chris Bohjalian        |           |
| 2018 | Song of a Captive Bird | Jasmin Dzarnik         | Narradora |
| 2019 | The Stationery Shop    | Marjan Kamali          | Narradora |
| 2019 | The Other Americans    | Laila Lalami           | Nora      |
| 2020 | The Paris Diversion    | Chris Pavone           | Narradora |
| 2020 | The Book of Longings   | Sue Monk Kidd          | Narradora |

## Premios y nominaciones
| Year | Association                | Category                               | Nominated work                       | Result   |
| ---- | -------------------------- | -------------------------------------- | ------------------------------------ | -------- |
| 2009 | Satellite Awards           | Mejor actriz de reparto                | La verdad de Soraya M.               | Nominada |
| 2015 | Screen Actors Guild Awards | Actuación destacada en serie dramática | House of Cards (serie de televisión) | Nominada |